# Jean Le Duc (homme d’affaires)
 (avril 2014).
- Si vous ne connaissez pas le sujet, laissez ce bandeau (vous pouvez alors contacter les auteurs).
- Si vous supprimez le contenu mis en cause (vous pouvez préalablement contacter les auteurs),

argumentez précisément cette suppression dans la page de discussion
(un manque de référence n'est pas un argument ; une recherche réelle de référence doit avoir été effectuée, être formellement documentée).
Pour les articles homonymes, voir Jean Le Duc.
Jean Le Duc, Jean Jules Marie Le Duc de son nom complet, est un ingénieur, producteur de cinéma et homme d’affaires français, né dans le 16e arrondissement de Paris le 27 février 1896 et mort à Ville-d'Avray le 14 novembre 1974.

## Les débuts
Après des études à l'École Breguet (ESIEE Paris) puis à l'École supérieure d'électricité, Jean Le Duc commence sa carrière aux Chemins de fer de l'État où il s'occupe de l'électrification de la ligne d'Auteuil, et plus particulièrement des sous-stations Cardinet et Bois-de-Boulogne. En 1914, il est mobilisé en tant que « sapeur » pour travailler sous les ordres du général Ferrié, alors colonel commandant les Transmissions, au sein de son laboratoire de recherche : l'Établissement Central des Transmissions. Aux côtés de Gabriel Pelletier, ancien préparateur de Branly et Camille Gutton, devenu plus tard professeur et membre de l'Académie des Sciences, il travaille sur les premiers essais de liaisons radio entre les chars et les avions - il s'illustre notamment pour ses études sur les perturbations radiophoniques. Il supervise également la fabrication en série d'appareils radio entreprise pour l'armée par diverses firmes, parmi lesquelles la Compagnie pour la Fabrication des Compteurs et Matériel d'Usines à Gaz.

## La compagnie des compteurs
Ainsi, après la guerre en 1918, il rejoint la Compagnie des Compteurs de Montrouge. Avec René Barthélémy, membre de l'Académie des Sciences, Jean Le Duc va poursuivre d'abord pendant plusieurs années l'étude des récepteurs de radio en vue de permettre leur branchement sur le secteur - les premiers appareils fonctionnaient en effet exclusivement sur piles et accumulateurs. Toujours avec René Barthélémy, il entreprend en 1926 des recherches de laboratoire sur l'émission et la réception en télévision. Devenu administrateur de la Compagnie des Compteurs, il se rend à Londres en 1927 avec Ernest Chamon pour assister à une démonstration de la télévision mécanique mise au point par John Logie Baird. Ernest Chamon, épaté par la démonstration de Baird, décide alors de créer un laboratoire de recherche sur la télévision à la Compagnie des Compteurs, Jean Le Duc en est nommé directeur. Il charge alors René Barthélemy de l'ensemble des recherches. Il fut donc l'auteur des premiers essais réalisés en France pour finalement organiser le 14 avril 1931 aux côtés de René Barthélémy la première démonstration de télévision mécanique à Malakoff.  

## Radio-Luxembourg
En 1929, Il est nommé président de la commission technique du « Syndicat professionnel des industries radioélectriques » et, de ce fait, particulièrement bien placé pour devenir l'un des tout premiers actionnaires de la « Société luxembourgeoise d'études radiophoniques (SLER) ». Il était au cœur du dispositif dans lequel on retrouvait André Meynot, administrateur de l'agence Havas, ou encore l'administrateur délégué Jacques Lacour-Gayet comme participant au capital de la toute nouvelle entreprise en complément de l'apport initial émanant de la Compagnie des Compteurs de Montrouge et de la Banque de Paris et des Pays-Bas notamment. Avec l'accord d'Ernest Chamon, président de la Compagnie des Compteurs et actionnaire majoritaire de la SLER, Jean Le Duc engage des pourparlers avec le gouvernement luxembourgeois en vue d'obtenir la concession d'une station émettrice. Malgré une compétition serrée, ceux-ci aboutissent et en septembre 1930, il signe l'acte qui donne à la jeune société le droit d'assurer les émissions radiophoniques du Grand-Duché. À partir de 1937, l'ensemble des émissions seront retransmises depuis la villa Louvigny dans le parc municipal de Luxembourg qui deviendra le siège de la SLER devenue nouvellement la Compagnie Luxembourgeoise de Radiodiffusion (CLR). 
Fidèle à l'entreprise qu'il avait contribué à faire éclore, Jean Le Duc devait devenir, en mai 1962, administrateur délégué de la Compagnie où il succéda à Robert Tabouis. Il s'effaça des instances dirigeantes de Radio Luxembourg à l'âge de soixante dix ans, en 1966, au moment de l'arrivée de Jean Prouvost, n'intervenant jamais dans la vie courante de la société. Jean-Pierre Farkas se souvient d'un administrateur discret. Au moment de son départ, le Grand-duc Jean de Luxembourg l'éleva à la dignité de grand-officier de l'ordre d'Adolphe de Nassau en reconnaissance des services rendus dans l'univers radiophonique luxembourgeois.

## Le Poste parisien
En 1932, les installations du nouveau Poste Parisien sont prêtes à fonctionner. Jean Le Duc, qui s'en est occupé personnellement, choisit le terrain pour l'émetteur des Molières (Seine-et-Oise) et conseille l'équipe dirigeante qui s'installe au siège parisien du 116bis avenue des Champs-Élysées. Il gardera ses fonctions jusqu'en 1940, date à laquelle les Allemands prennent possession du poste. Jean Le Duc le quitte alors avec Roger Sallard qui deviendra son directeur général à la Société Nouvelle des Établissements Gaumont. 
Par ailleurs, c'est à partir de son étude préalable que Georges Mandel, ministre des PTT, choisit la Tour Eiffel comme émetteur de télévision en 1935.

## Gaumont
En 1937, les Établissements Gaumont éprouvant de graves difficultés financières, le ministre des Finances demande à trois sociétés de lui établir un rapport détaillé sur la situation et l'avenir possible de Gaumont. Jean Le Duc se charge du rapport que doit présenter la Compagnie des Compteurs. Peu de temps après, cet ami de Louis Lumière réorganise la société de production cinématographique Gaumont à la demande des pouvoirs publics en devenant le président-directeur général de la « Société nouvelles des établissements Gaumont ». Il lui appartient alors de régler tout le passif arriéré et de rembourser intégralement les avances de l'État. Le redressement est réussi et la Société nouvelle des établissements Gaumont est née. Dans les années 1950, la société possède le réseau de salles de cinéma le plus important en France avec une puissante organisation de distribution de films tout en gérant des studios de prises de vues et des laboratoires de tirage. Jean Le Duc quitte la présidence de Gaumont en 1972 qui est reprise par Nicolas Seydoux. 

## Divers
Comme administrateur, Jean Le Duc présida la Société des tramways algériens et fut nommé vice-président de la Compagnie générale de la télégraphie sans fil.

## Prix
Pour lui rendre hommage, le Prix Jean-Le-Duc fut créé en 1972 afin d'honorer les talents littéraires qui se sont manifestés dans des œuvres cinématographiques. Il est remplacé par le Prix René-Clair en 1994.

## Décorations
- Commandeur de la Légion d'honneur (1954)[5]
- Grand Officier de l'Ordre d'Adolphe de Nassau (1966)[6]
- Grand Officier de l'Ordre de la Couronne de chêne (1961)[7]
- Commandeur de l'Ordre du Mérite commercial[5]
- Chevalier de l'Ordre du Mérite social[5]
- Commandeur de l'Ordre de Saint-Grégoire-le-Grand[5]

## Publication
- Au royaume du son et de l'image : cinéma, radio, télévision, préface de Marcel Pagnol, Hachette, 1965, sur Sudoc.fr (OCLC 3671936)